# Бахмут-Торецька височина
Бахмут-Торецька височина (рідше Торецько-Бахмутська) — рівнина, що виділяється в межах Донецької височини на її північному заході.
Рельєф Бахмут-Торецької височини складається із великих водороздільних масивів, перемежованих з широкими долинами. Абсолютні позначки височини менші, аніж на Донецькому кряжі й становлять 180—270 м. Рельєф місцевості значно ускладнюється антропогенними формами (териконами, відвалами, кар'єрами тощо), хоча тут їх і менше, ніж на кряжі.

## Цікаві факти
Назва походить від міст Бахмут і Торецьк, при чому височина так називалася за радянських часів до офіційного перейменування міст часів незалежності.